# Kvinnojour
En kvinnojour är en organisation som tar hand om våldsutsatta kvinnor. De flesta kvinnojourer drivs av ideella organisationer, med hjälp av volontärer. Samhället betalar också ut stöd till kvinnojourerna i form av kommunala och statliga medel. En stor del av verksamheten handlar om att erbjuda skyddade boenden för de våldsutsatta kvinnorna.
I Sverige samlas lokala kvinnojourer främst i de båda riksorganisationerna Roks (bildad 1984) och Unizon (bildad 1996, då som SKR). Det första skyddade boendet i USA etablerades 1964. Senare har även de liknande jourverksamheterna med tjejjourer, ungdomsjourer och mansjourer vuxit fram.

## Historia

### Bakgrund
Kvinnojourer och fenomenet skyddade boenden tar sin utgångspunkt i problemet med våld i nära relationer. De flesta som råkar ut för misshandel i hemmet är kvinnor. Ett skyddat boende ger möjlighet åt en kvinna att lämna den otrygga miljön i hemmet, för att lättare kunna bygga sig en bättre livssituation. Verksamheten tog sin början på 1970-talet, i länder som Storbritannien och USA.
På engelska talas i regel om women's shelter som ett eget begrepp. Bland annat de svenska kvinnojourerna ägnar sig till stor del även åt rådgivning och förebyggande arbete, och i Sverige samarbetar man numera ofta med kommunens socialtjänst.
Kvinnojourerna fungerade från starten som skydd från en våldsbenägen make. Den utgjorde också en miljö där kvinnor kunde samlas och ägna sig åt medvetandehöjande insatser, för att bättre förstå orsaker till våldet och möjligheter att ta sig ur det. De fungerade också som feministiska plattformar, för att samla krafter för att kunna påverka samhället och politiken runt omkring.

### Sverige
De första svenska kvinnojourerna startade under 1978 i Stockholm (Alla Kvinnors Hus) och i Göteborg (Kvinnohusets krisjour, som sedan ändrade namn till Kvinnojouren Ada). De var en reaktion på att samhället saknade förmåga att ta itu med problemet med kvinnor som utsätts för våld och övergrepp av män i sin närhet.
Verksamheten kom sedan att växa mycket snabbt under 1980-talet, varpå Roks (Riksorganisationen för kvinnojourer och tjejjourer i Sverige) bildades 1984. Hösten 1996 valde ett antal kvinnojourer att lämna Roks för att istället bilda SKR, Svenska Kvinnojourers Riksförbund, sedan 2015 Unizon. En del kvinnojourer (inklusive Alla Kvinnors Hus – en av de få kvinnojourerna som även erbjuder stöd och skyddat boende åt utsatta män och Terrafem, bildad 2000) står dock utanför dessa två riksorganisationer.
Sammantaget finns numera cirka 160 lokala kvinnojourer i Sverige. Dessa har sedan starten 1978 fungerat som pådrivande i kampen för att synliggöra mäns våld mot kvinnor, och på senare år har man även aktualiserat möjligheten att stödja utsatta transpersoner emot transbashing. År 2007 bildades svenska Röda korsets första kvinnojour i Lidingö kommun.
Ibland kopplas framväxten av kvinnojourer till en radikalfeministisk målbild, med ett tydligt avståndstagande från mäns kollektiva delaktighet i patriarkatets makt. Utvecklingen och organiseringen har därefter växlat, och SKR:s bildande 1996 gjordes efter att en antal kvinnojourer inte kände sig hemma i Roks. En tillfällig "backlash" mot den svenska kvinnojoursrörelsen skedde i samband med 2005 års uppmärksammade tv-reportage under titeln Könskriget. Därefter, under den borgerliga regeringstiden 2006–2014, skedde utökade satsningar på kvinnojourer. Samtidigt gjordes ett visst distanserande mot könsmaktsordningen, för att istället lyfta fram ett mer individualistiskt perspektiv.
Kvinnojoursverksamheten finansieras till stor del av allmänna medel. Stöd till administration och liknande kommer ofta via statliga stöd, medan den stora kostnaden för skyddade boende härrör via kommunala bidrag. Dessa sistnämnda är kopplade till de kvinnor som anvisas skyddat boende genom beslut från exempelvis en kommunal socialtjänst.

### Tyskland
Det första skyddade boendet för kvinnliga offer för familjevåld (tyska: Frauenhaus) i Västtyskland öppnades 1976, i Västberlin. Det skapades av kvinnor som var del av den autonoma kvinnorörelsen, med hjälp av ekonomiskt stöd från Västtysklands familjeministerium. Därefter etablerades ett stort antal andra kvinnojourer, vilka fick stöd med hjälp av paragraf 72 i den västtyska socialtjänstlagen. Redan i december samma år beslöt stadsfullmäktige i Köln att ge stöd åt ett skyddat boende som en socialarbetare organiserat. Samma år öppnades även ett skyddat boende i Bielefeld.
Under de följande åren etablerades ett stort antal andra kvinnojourer/skyddade boenden på olika håll i Västtyskland. De flesta av dem hade koppling till den autonoma kvinnorörelsen.

### USA
Det första skyddade boendet för misshandlade kvinnor i USA etablerades 1964 i kaliforniska Pasadena. Det organiserades av Haven House, en grupp kopplad till Al-Anon (se även Anonyma Alkoholister). Fram till 1974 etablerades ytterligare ett drygt halvdussin skyddade boenden för misshandlade kvinnor. Under 1970-talet ökade antalet kraftigt, och 1979 fanns 79 stycken. 1985 nämnde en siffra över 700 skyddade boenden, på olika håll i landet, 1991 noterades siffran till 1 000 och två år senare 1 200. Fram till 1988 beräknades de skyddade boendena ha hjälpt över 350 000 utsatta kvinnor.
2004 listade USA National Directory of Domestic Violence Programs 1 980 lokala kvinnojourer eller liknande. De ägnade sig förutom de skyddade boendena åt rådgivning via telefon. Under de fem åren 1992–1996 beräknas 800 000 kvinnliga offer för våld i nära relation i USA ha fått hjälp av en kvinnojour eller offentlig myndighet. Hälften av de 800 000 hjälptes av vardera typen av hjälporganisationen. På grund av mörkertal och bristande hjälpresurser beräknades endast 1 av 6 drabbade kvinnor ha fått den här typen av hjälp.
Problemet med våld i nära relationer drabbar dock inte bara kvinnor. Amerikanska siffror från sjukhusens akutmottagningarna har rapporterat att andelen män som sökt motsvarande hjälp har varit 40 procent av det totala antalet. På senare år har även mansjourer etablerats på sina håll, för att hjälpa till att hantera det här problemet.